# Tenu
Der Tenu ist ein Fluss in Frankreich, der im Département Loire-Atlantique in der Region Pays de la Loire verläuft. Er entspringt an der Gemeindegrenze von Touvois und Corcoué-sur-Logne, entwässert zunächst nach Nordwest, dreht aber dann nach Nord und Nordost, durchquert die Landschaft Pays de Retz und mündet nach rund 35 Kilometern östlich des Lac de Grand-Lieu, an der Gemeindegrenze von Port-Saint-Père und Saint-Mars-de-Coutais als linker Nebenfluss in den Acheneau.

## Orte am Fluss
(in Fließreihenfolge)  
- La Marne
- Saint-Même-le-Tenu
- Saint-Mars-de-Coutais